# メキシコドル

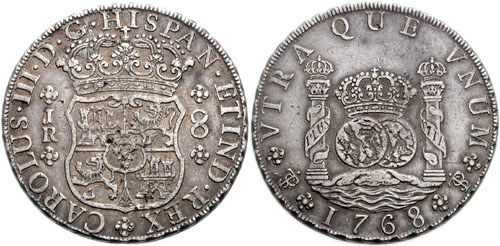
スペインドル、1768年

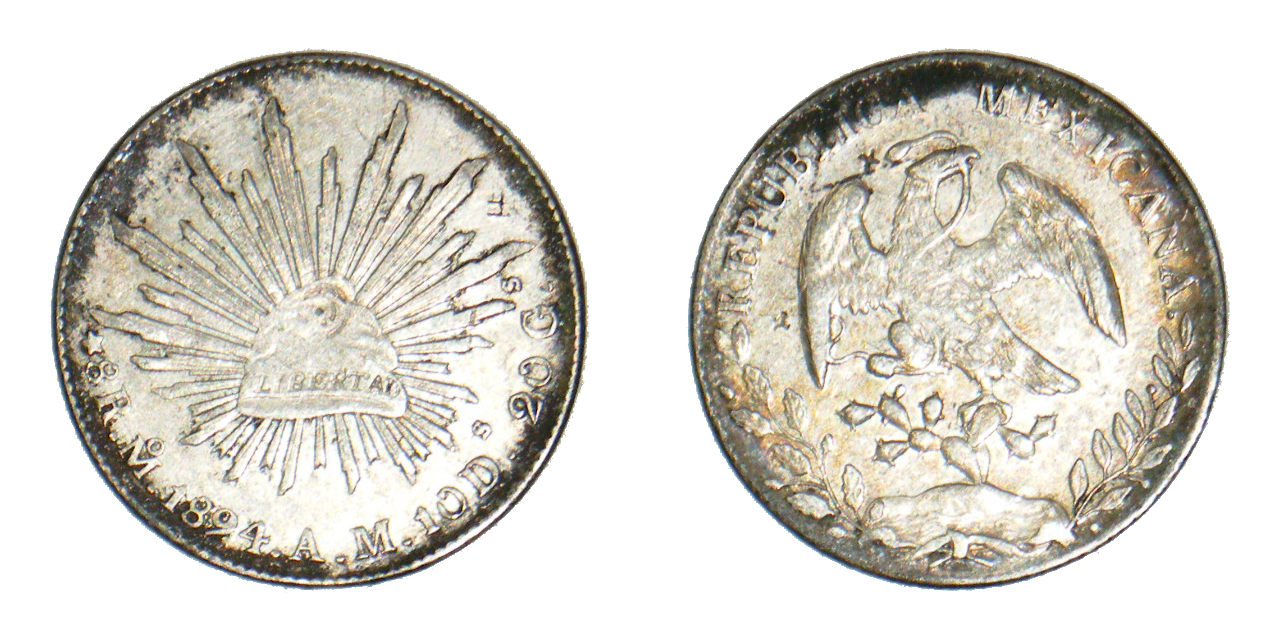
メキシコドル、1894年

メキシコドルはメキシコを中心にラテンアメリカ各国で鋳造された、8レアル銀貨である。実際に銀を含むので発行国以外でも価値があり、貿易銀としてスペインなどヨーロッパ諸国、中国、日本など東アジア地域にも大量に流通した。
額面は8レアルであるが、アメリカにおいて1ドル銀貨として通用したことから日本では「メキシコドル」と呼ばれるようになった。戦前の清国および日本ではメキシコを墨西哥と表記するため墨銀とも呼ばれ、外国から流入した洋銀の主流的位置を占めた。

## 概要
スペインの植民地時代発行のものはピラードル（スペインドル）と呼ばれる、ヘラクレスの柱を描いた大型銀貨であったが、1821年のメキシコの独立後は鷹洋（狭義のメキシコドル）と呼ばれる鷲をデザインしたものとなった。ピラードルの鋳造は1535年に始まりメキシコの独立前後まで発行され続け、独立後は1824年から1897年までは8レアル銀貨、1898年から1905年までは1ペソ銀貨として発行された。この間に量目、品位共に殆ど変化が見られず、最初に発行されたもの（27.468グラム、品位93.05%）より数%の銀含有量の低下が見られたのみで、1824年以降に発行されたものは規定量目27.073グラム、規定品位90.28%と一定していた。直径は約38ミリメートル。総鋳造量は1903年までに約35.5億ドルに達した。
同様にスペインの植民地であったボリビア、チリ、ペルー、ニカラグアでも鋳造された。英語ではピースオブエイト （Pieces of eight）と呼ばれたが、これはかつてこの銀貨を8つに割った一片が、1レアルとして流通していたためである。

## 略史
新大陸の大半を植民地としたスペインは金銀を求めて探索を開始した。そこで1545年のポトシ銀山、1546年のサカテカス銀山と相次いで大規模な銀鉱床が発見される。特にポトシ銀山は混汞法の導入により16世紀後半から産出が増大し、1581年から1600年の間は平均して年間254トンを産出するに至り、これは東洋を除く世界の産銀（1581年から1600年の平均年間産出量418.9トン）の大半を占めるものであった。これに先立ち日本では1533年にもたらされた灰吹法の導入により石見銀山を初めとする銀山の産出が増大し、最盛期は日本も銀産出が年間200トンを超えたものと推定され、世界的な銀産出の増大を見た時代であった。
スペインはカルロス1世の命により、本国の貨幣制度に基づいて1535年からメキシコにおいて8レアル銀貨の鋳造を開始した。この豊富な銀の産出を元手に大量の鋳造が可能であったスペインドルは国際通貨としての地位を獲得するに至る。中米で大量に鋳造された本銀貨は輸送船でスペイン本国に運ばれたが、17世紀には途中のカリブ海に、現金輸送船を狙う海賊船が出没するようになった。「宝島」など、海賊をテーマにした作品の中に出てくる「八銀貨」とは、このスペインドル銀貨のことである。表面の「ヘラクレスの柱」の模様が「８」にも見えることからの勘違いで「八じるし銀貨」としている訳書もある。
一方で急激な銀産出の増大は国際的な銀価格の下落をもたらし、スペインドルがスペインを経由してヨーロッパへ大量に流入すると価格革命を引き起こすに至った。不安定な銀相場の動向により1816年にイギリスが金本位制に移行したのをきっかけに、各国で銀本位制から離脱し金本位制を採用する動きが現れる。これにより銀価格の下落に拍車をかけ、余剰となった銀需要の開拓を中国など東アジア諸国に求める動きが強まった。スペインドルは16世紀頃から中国へ流入し、19世紀には東アジア各国への流入が加速し、洋銀とも呼ばれた。
アメリカ、イギリス、フランスおよび日本などが貿易銀を発行して東洋貿易の主導権争奪戦が始まるが、東アジアにおけるメキシコドルの地位は依然揺るがないものであった。

## 貿易銀としての流通

### アメリカ
アメリカでは1794年よりメキシコドルとほぼ同等の1ドル銀貨の鋳造が始まるが鋳造量は少なく、建国当初のアメリカは絶対的な通貨不足に悩まされていた。折りしも隣国で多量に鋳造されたメキシコドルが1806年よりアメリカの法定通貨としての地位を獲得し、1857年まで正式の通貨として通貨需要を充分に満たした。
ハリスが日本に持ち込んだ1ドル銀貨もその多くはアメリカ鋳造のものではなくメキシコドルであった。アメリカは東洋における影響力を強める目的でメキシコドルに対抗して1873年から420グレーン（27.216グラム）と若干増量した貿易銀を発行し日本もこれに追従するが、流通の歴史の浅いアメリカや日本の銀貨が市民権を得るには時期尚早であった。
アメリカで1ドル銀貨が多量に鋳造されるようになったのは1878年のモルガンドル以降であり、これはネバダ州における産銀の増大が背景にある。しかし国際的な銀価格の下落によりアメリカでは1873年以降、銀貨の自由鋳造を廃止し補助貨幣に格下げした。

### 中国
中国では宋・元以後に産銅の減少から銅銭が不足するようになり、明の頃には銀錠と呼ばれる秤量貨幣が広く流通するようになった。これにより中国では多額に上る銀需要が発生し、貿易対価としてヨーロッパのターラー銀貨や、日本の石州銀が流入するようになる。
18世紀の清国では、1745年に馬蹄銀など銀兩の流通が民間でも許されるようになり、1757年から乾隆帝の海禁政策で、公に貿易を独占したのは広東の粤海関（開港場）一箇所であり、アヘン戦争後の南京条約（1842年）までこれら公商を通じて貿易が行われた。
南京条約で広州、福州、廈門、寧波、上海の5港が開港され、関税も時価でなく規定されたことから、各開港地では取引量が増大した。19世紀中頃の貿易では、清国の銀兩は秤量で支払われ、生糸や茶などの対価として墨西哥弗（メキシコドル）・西班牙弗（スペインドル）・米国貿易弗・日本の一圓銀貨・インドで鋳造された香港弗（香港ドル）などの順番で外貨が流入したが、中でも多くの取引に用いられたものが墨西哥弗であった。19世紀中頃にはじめて流入した墨西哥弗は、特に良質で発行数の多いメキシコドルは高い信用を獲得し、後に発行されたアメリカや日本の貿易銀に対しプレミアム付きで優位に通用した。安南やインドシナのフランス軍が使用したという意味で「蕃銀」の呼称もあった。
多量に清国に流入した墨西哥弗（メキシコドル）は、その利便性から光緒年間には湖南や四川などの内地まで流通するところとなった。1890年（光緒13年）、この墨西哥弗の対策として、広東省が光緒元寳を鋳造し同地で流通させると、湖北や福建、吉林などの各省もこれに倣って鋳造、各地で様々な銀元が民間に流通した。清国では国外から流入した墨西哥弗（メキシコドル）などの銀外貨を一律に銀元と称したことから、これに由来して後に広東などの各地で鋳造・流通した各銀貨も銀元と呼ばれた。
20世紀初頭に各省の銀元が国内統一の動きに至り、一両銀幣が1904年（光緒30年）に流通されたが定着せず、1910年（宣統2年）の貨幣則例で大清銀貨が発行され統一に至った。1914年（民国3年）、中華民国の国幣条例が発布され、袁世凱の肖像を意匠した銀貨が発行された。中華民国では、新しく鋳造された銀元を新幣または国幣と称し、清国時代に発行された1910年の大清銀貨を銀元ではなく龍洋・龍幣と呼称した。満州国では墨銀を「鷹洋」と通称し、一部の鉄道などで使用されるのみであり、極めて流通量は少なかった。
この銀元の通貨単位は中華人民共和国における人民元にも引き継がれた。

### 日本
1856年、ハリスと幕府との交渉の結果、1859年の横浜港開港後に同種同量交換の原則に基づきメキシコドル1枚に対し一分銀3枚を両替することが規定され、金安であった日本国内との金銀比価の不均衡から日本から大量の小判が流出しメキシコドルが日本へ流入した。
開港場においてたちまち一分銀が払底したため、ハリスは一分銀の鋳造が追着かないならばメキシコドルに「三分」の極印を打って3分として通用させることを提唱し、極印の打たれた改三分定銀が登場した。金の流出、その結果金貨の大幅な縮小を伴う万延の改鋳による激しいインフレーションに伴い貨幣経済は混乱し幕府の崩壊につながった。
明治時代の1871年（明治4年）に新貨条例を公布し、金1.5グラムを1圓と定めると共に、メキシコドルとほぼ同等の416グレーン（26.957グラム）の一圓銀貨を貿易銀として定めた。